# Metro w Tuluzie
 Metro w Tuluzie  − system metra działający we francuskim mieście Tuluza. 

## Historia
Po likwidacji tramwajów w 1957 coraz większym problemem stawała się sprawna komunikacja. W 1985 podjęto decyzję o budowie automatycznej sieci metra na gumowych kołach VAL. 26 czerwca 1993 otwarto pierwszą linię metra A na trasie Basso Cambo - Jolimont o długości 10 km, którą 20 grudnia 2003 wydłużono od stacji Jolimont do Balma Gramont o długości 2,3 km. Drugą linię oznaczoną literą B uruchomiono 30 czerwca 2007 na trasie Borderouge - Ramonville o długości 15 km. Planowane jest przedłużenie linii B z Ramonville do Labège, na tym odcinku mają się znaleźć trzy stacje pośrednie. 

## Linie
| Linia   | Trasa                        | Data otwarcia | Liczba stacji | Całkowita długość | Tabor                                        |
| ------- | ---------------------------- | ------------- | ------------- | ----------------- | -------------------------------------------- |
| Linia A | Basso-Cambo ⥋ Balma Gramont  | 1993          | 18            | 12,5 km           | VAL 206, VAL 208 AG, VAL 208 NG, VAL 208 NG2 |
| Linia B | Borderouge ⥋ Ramonville      | 2007          | 20            | 15,7 km           | VAL 208 AG, VAL 208 NG, VAL 208 NG2          |
| Linia C | Colomiers Gare ⥋ Labège Gare | 2028          | 21            | 27 km             | Metropolis                                   |

### Linia A
1. Balma-Gramont
2. Argoulets
3. Roseraie
4. Jolimont
5. Marengo-SNCF
6. Jean-Jaurès
7. Capitole
8. Esquirol
9. Saint-Cyprien - République
10. Patte-d'Oie
11. Arènes
12. Fontaine-Lestang
13. Mermoz
14. Bagatelle
15. Mirail-Université
16. Reynerie
17. Bellefontaine
18. Basso-Cambo

### Linia B
1. Borderouge
2. Trois Cocus
3. La Vache
4. Barrière de Paris
5. Minimes
6. Canal du Midi
7. Compans-Caffarelli
8. Jeanne d'Arc
9. Jean-Jaurès
10. François-Verdier
11. Carmes
12. Palais de Justice
13. Saint-Michel Marcel-Langer
14. Empalot
15. Saint-Agne SNCF
16. Saouzelong
17. Rangueil
18. Faculté de Pharmacie
19. Université Paul-Sabatier
20. Ramonville

## Tabor
Do obsługi dwóch linii eksploatowane są dwuwagonowe składy o długości 26 m z możliwością tworzenia podwójnych składów o długości 52 m.